# FK Horizont Turnovo
FK Horizont Turnovo (mak. ФК Хоризонт Турново) je nogometni klub iz sela Turnova kod Strumice u Makedoniji. Klub je osnovan 1950. i do sezone 2008./09. nije imao značajnijih rezultata. Osvajanjem prvog mjesta u Drugoj ligi Makedonije u sezoni 2007./08. prošao je u viši rang, tako se od sezone 2008./09. natječe u Prvoj ligi Makedonije, gdje se zadržava osam godina kada ispada iz najelitnijeg razreda makedonskog nogometa.
2008. godine makedonska tvrtka "Horizont" je postala glavni sponzor kluba i klub je promijenio ime u Horizont Turnovo.

## Vanjske poveznice
- Službena stranica kluba